# Сиваганга
Сиваганга (англ. Sivaganga) — город в индийском штате Тамилнад. Административный центр округа Шиваганга. Средняя высота над уровнем моря — 102 метра. По данным всеиндийской переписи 2001 года, в городе проживало 40 129 человек, из которых мужчины составляли 49 %, женщины — соответственно 51 %. Уровень грамотности взрослого населения составлял 72,2 % (при общеиндийском показателе 59,5 %). Уровень грамотности среди мужчин составлял 83,1 %, среди женщин — 61,7 %. 11,5 % населения было моложе 6 лет.